# Open Air Field
Pour les articles homonymes, voir Open Air.
Open Air Field est un festival de musique électronique, organisé annuellement toujours le troisième week-end du mois de juillet au Luxembourg, entre 2008 et 2017. Différents styles de musique s'y côtoient : house, house progressive, electro et electro house.

## Histoire
La première édition du Open Air Field a lieu en juillet 2008. L'édition 2014 a lieu en juillet, sous le slogan Welcome to the Jungle. L'édition 2017 est annulée et depuis le festival ne semble plus être en activité.

## Site et accès
Le site se trouve sur une vaste prairie au bord de la forêt. Les locaux sont facilement par navettes spéciales qui font un aller-retour entre le site et plusieurs villages. Un parking est aménagé à proximité.

## Slogans
Le slogan du Open Air Field change chaque année. Celui de 2015 est : Electronic music meets nature. En 2016, c'est : We came, We raved, We loved.